# Eduard Teuchert
Eduard Teuchert (* 16. September 1805 in Ottendorf, (polnisch: Ocice) bei Bunzlau; † 11. März 1883 in Gleiwitz) war deutscher Jurist und langjähriger Erster Bürgermeister in Gleiwitz.

## Leben
Teuchert war der Sohn eines Pächters aus Ottendorf, bei Bunzlau, in Niederschlesien. Sein vollständiger Vorname lautet Eduard, Ferdinand, Hermann. In ländlicher Umgebung verbrachte er seine Kinderzeit. Nach Schulbesuch und  Reifeprüfung am Gymnasium in Glogau diente er als Einjährig-Freiwilliger von 1824 bis 1825 in Crossen beim Militär.
Eine erste Ausbildung für eine  höhere Laufbahn im Forstwesen gab er nach kurzer Zeit wieder auf und begann 1826 mit dem Studium Rechtswissenschaften in Halle, Jena und Breslau. Hier kam er mit der seit 1819 verbotenen Burschenschaftsbewegung in Kontakt und begeisterte sich für deren national-liberale, demokratische Ideale, denen er dann später, mindestens in Teilen, lebenslang weiter treu blieb. Während der Breslauer Studienzeit gehörte er zum maßgeblichen Kreis derer, die im Dezember 1828 die seit 1819 verbotene Alte Breslauer Burschenschaft Arminia im Untergrund wiederbelebten. Damit geriet er in das Visier des Staates Preußen, der in der Vormärzzeit eine solche politische Betätigung, auch über die Studienzeit hinaus, hart verfolgte.
Als er im Jahre 1830 zuerst als Auskultator und später als Referendar am Gericht in Sprottau und am Oberlandesgericht in Glogau bis 1834 eingesetzt wurde, war bereits klar, dass sein politisches Engagement  eine  juristische Laufbahn an preußischen Gerichten ausschloss. Die mit dem Studienabschluss, aufgrund seiner Militärdienstzeit als Einjähriger erfolgte Ernennung zum Offizier der Landwehr  änderte nichts daran, obwohl dies damals ein sehr wichtiger und karrierefördernder Vorgang war. Im Jahre 1834 wurde er Bürgermeister in Polkwitz und 1835 in Lüben.  Ein anhängiges Kriminalverfahren  beim  Kammergericht  wegen der Mitgliedschaft in der Burschenschaftsbewegung blieb letztlich ohne Anklage.
Im Jahre 1837 wurde er Bürgermeister in Bunzlau und übte dieses Amt bis 1847 aus. Als Bürgermeister wurde  er auch in das Direktorium der Niederschlesischen Eisenbahngesellschaft gewählt.
Anschließend war er in der Stadtverwaltung von Glogau als Ratsmitglied für die Polizei zuständig. In allen diesen Ämtern fiel er durch eine damals ungewöhnliche, um Gerechtigkeit bemühte  Amtsführung auf.  In Glogau geriet er während der Revolutionszeiten 1848 bis 1849 in einen offenen Konflikt mit dem adligen Ersten Bürgermeister wegen ihm unterstellter Sympathien für die bürgerlich-demokratischen Aufrührer. Die Einberufung bei der Mobilmachung von 1848 bis 1850 als Befehlshaber einer Landwehrkompanie erscheint deshalb als folgerichtig. In den Jahren 1851, 1854 und 1855 musste er sich dann disziplinarisch verantworten und   wurde  wegen Insubordination bei Amtsausübung mit Ordnungsstrafen belegt. Ob deshalb auch die Versetzung im Jahre 1854 in die oberschlesische Stadt Gleiwitz erfolgte, ist unbekannt.
Gleiwitz war zu diesem Zeitpunkt noch eine rückständige Stadt, deren Aufschwung sich aber durch Bergbau und Hüttenindustrie und weitere Industrialisierung bereits deutlich abzeichnete. Schon im Jahre 1846 begann der Bau einer Eisenbahnverbindung von Zabrze über Gleiwitz nach Breslau. Als Erster Bürgermeister erwarb er sich hier schrittweise große Verdienste bei der Stadtentwicklung. Die von ihm eingeleitete kommunale Selbstverwaltung und auch die verbesserte städtische Infrastruktur waren entscheidende Schritte.
Sein Wirken fand nicht sofort Anerkennung durch die königliche Regierung. Trotz aller Erfolge  auf kommunalen Gebieten,  begegnete man ihm anfangs weiter mit Misstrauen, so dass sogar seine Wiederwahl 1866 fast gescheitert wäre. Ursache war die politische Betätigung in der oppositionellen, liberalen Deutschen Fortschrittspartei, als deren Mitglied er von 1863 bis 1866 auch dem Preußischen Abgeordnetenhaus angehörte.
In der Zeit von 1870 bis 1871 war Teuchert von Krankheiten geplagt, so dass er die Amtsgeschäfte ruhen ließ. Er nahm aber freiwillig den Dienst nochmals bis zum Jahre 1875 auf und verstarb am 13. März 1883. Auf dem alten Friedhof in Gleiwitz, in der Coselner Str. fand er seine letzte Ruhestätte.
Die Nachfolger im Amt führten die Geschäfte in seinem Sinne weiter und Gleiwitz entwickelte sich zu einer modernen Industrie- und Großstadt. Heute, im polnischen Gliwice sind an vielen Stellen noch immer prägende Spuren seiner Amtsführung sichtbar.

## Veränderungen in Gleiwitz während der Amtszeit "Teuchert", (Auswahl)
Die Verdienste von Teuchert beruhen in erster Linie auf dem Schaffen von geeigneten kommunalen Strukturen zur Stadtentwicklung und die Durchsetzung von vorausschauend wirkenden, entsprechenden Maßnahmen. Beschlüsse und Regeln zum Grundstückserwerb wurden gefasst und realisiert, das Stadtbaumeisteramt geschaffen und erste Bebauungspläne aufgestellt.
Unter seiner Führung entstanden folgende öffentliche Bauwerke, bzw. wurden konkret geplant:
- Erweiterung aller Elementarschulen
- Evangelische Kirche
- Synagoge
- Kreisgericht
- Landratsamt
- Städtisches Krankenhaus
- Handwerkerfortbildungsschule, bzw. Provinzial-Gewerbeschule
- Ulanenkaserne für das Ulanen-Regiment „von Katzler“ (Schlesisches) Nr. 2
- Friedhof in der Coselner Str.

## Ehrungen
Im Südwesten der Stadt Gleiwitz wurde 1876, noch zu Lebzeiten von Teuchert, die ehemalige Neue-Welt-Straße in Teuchert Straße umbenannt. Diese ungewöhnliche Ehrung resultiert daraus, dass sich in diesem Stadtquartier sein Wirken besonders eindrucksvoll widerspiegelte.
Teuchert wurde für seine Amtsführung mit dem Roten Adlerorden, IV. Klasse   und später  III. Klasse ausgezeichnet.